# Høylandet (plaats)
Høylandet (øy) is een plaats in de Noorse gemeente Høylandet, provincie Trøndelag. Høylandet telt 388 inwoners (2007) en heeft een oppervlakte van 0,58 km².